# Clematis brevipes
Clematis brevipes är en ranunkelväxtart som beskrevs av Alfred Rehder. Clematis brevipes ingår i släktet klematisar, och familjen ranunkelväxter. Inga underarter finns listade i Catalogue of Life.